# Arnasco
Arnasco (ligur nyelven Arnascu) település Olaszországban, Liguria régióban, Savona megyében. Lakosainak száma 552 fő (2023. január 1.). Arnasco Castelbianco, Cisano sul Neva, Vendone, Zuccarello, Albenga és Ortovero községekkel határos.

## Népesség
A település népességének változása:
| Lakosok száma | 634  | 632  | 552  |
|               | 2017 | 2018 | 2023 |